# Be with Me
Pour plus de détails, voir Fiche technique et Distribution.
Be with Me est un film singapourien réalisé par Eric Khoo, sorti le 12 mai 2005.

## Fiche technique
- Titre : Be with Me
- Titre original : Be with Me
- Réalisation : Eric Khoo
- Scénario : Eric Khoo et Wong Kim Hoh
- Production : Brian Hong, Tan Fong Cheng et Wong Kim Hoh
- Musique : Kevin Mathews et Christine Sham
- Photographie : Adrian Tan
- Montage : Low Hwee-Ling
- Pays d'origine : Singapour
- Langues : cantonais, anglais, hokkien, mandarin
- Format : Couleurs - 1,85:1 - Dolby - 35 mm
- Genre : Drame
- Durée : 90 minutes
- Dates de sortie :
  -  France : 12 mai 2005 (festival de Cannes), 12 octobre 2005 (en salle)
- Classification :
  -  France : tous publics[1]

## Distribution
- Theresa Chan (dans son propre rôle)
- Samantha Tan
- Ezann Lee
- Seet Keng Yew
- Chiew Sung Ching
- Lawrence Yong : Le fils
- Lynn Poh : Ann